# Lü Haotian
Lü Haotian (internationale Schreibweise: Lyu Haotian oder Lu Haotian; chinesisch 吕昊天, Pinyin Lǚ Hàotiān; * 29. November 1997 in Tongzhou, Peking) ist ein chinesischer Snookerspieler aus Peking. Seit 2013 gehört er mit zwei Jahren Unterbrechung der Profitour an.

## Karriere

### Jugend
Lü gilt als eines der vielversprechendsten Snookertalente Chinas. Mit 10 Jahren kam er in die Snookerschule von Pang Weiguo, der selbst schon an Main-Tour-Turnieren teilgenommen hatte. Erstmals auf sich aufmerksam machte er 2009, als er einen Tag vor seinem 12. Geburtstag als bis dahin jüngster Spieler mit einem 4:2-Sieg gegen den 18-Jährigen Lu Chenwei den nationalen Jugendcup von Chong’an gewann. In der Saison 2011/12 nahm er erstmals als Wildcardspieler an Main-Tour-Turnieren teil. Zwar verlor er seine Auftaktpartien bei den Haikou World Open 2012 (4:5 gegen Tom Ford) und bei den China Open 2012 (2:5 gegen Ex-Weltmeister Peter Ebdon), dafür gewann er im Juli 2012 im Alter von 14 Jahren die IBSF U21-Snookerweltmeisterschaft durch einen 9:6-Erfolg über seinen Landsmann Zhu Yinghui. Er war damit der jüngste Sieger in der Geschichte des Turniers. Außerdem erhielt er durch seinen Sieg ein Main-Tour-Ticket für die Snooker-Saison 2013/14 und 2014/15.

### Erste Profisaisons
Bis dahin wurde er in der Saison 2012/13 bei chinesischen Main-Tour-Turnieren erneut als lokaler Wildcardspieler eingesetzt und gewann beim Shanghai Masters 2012 sein Auftaktspiel gegen Marco Fu mit 5:4. Bei der International Championship 2012 zog er durch Siege über Michael White in der Wildcardrunde und Dominic Dale im Achtelfinale sogar ins Viertelfinale ein. Allerdings profitierte er in der ersten Hauptrunde von der Abwesenheit seines Gegners Ronnie O’Sullivan und dem daraus resultierenden Freilos. Im Viertelfinale unterlag er schließlich dem späteren Finalisten Neil Robertson mit 2:6. Auch bei den World Open und den China Open erreichte er das Hauptturnier (Sieg über Simon Bedford bzw. Freilos), schied dann aber jeweils aus.
Seinen ersten Erfolg als Profi hatte Lü, der sich an der Snooker Academy in Sheffield eingeschrieben hatte, im Juni 2013. Beim Wuxi Classic qualifizierte er sich erstmals regulär für ein Hauptturnier und kam bis unter die letzten 32. Danach folgten allerdings viele Auftaktniederlage, vor allem bei den Minor-Ranking-Turnieren der Players Tour Championship (PTC). Beim Bluebell Wood Open 2013 verlor er gegen Ronnie O’Sullivan erst im Decider. Nur einmal gelang ihm ein dafür umso größerer Erfolg. Bei den Zhengzhou Open besiegte er neben mehreren erfahreneren Landsleuten auch den Schotten Graeme Dott und schaffte es bis ins Finale. Liang Wenbo verhinderte schließlich seinen Turniersieg. Da das aber ein kleines Turnier war und ihm ansonsten in der Saison nur noch zwei Siege gelangen, stieg er in der Weltrangliste nur zögerlich unter die Top 100. Zu Beginn des zweiten Jahres erreichte er dann bei den Australian Open Runde 3 und verbesserte sich bis auf Platz 72. Mit Auftaktsiegen beim Shanghai Masters, der UK Championship und den Indian Open konnte er sich zwar halten, aber nicht verbessern. Bei der abschließenden Weltmeisterschaft hatte er die letzte Chance, einen Sprung nach vorne zu machen. Gegen Andrew Pagett war das Erstrundenmatch bis zum 8:8 offen, dann holte sich aber der Waliser die zwei entscheidenden Frames. Damit verpasste Lü eine Platzierung unter den Top 64 und verlor seinen Profistatus wieder.

### Amateurjahre
Im Jahr darauf hatte er nur eine Gelegenheit, an einem für Amateure offenen PTC-Turnier in Asien teilzunehmen. Beim Haining Open 2015 besiegte er zwei Profispieler und kam bis ins Achtelfinale. Erst am Saisonende versuchte er wieder auf die Main Tour zurückzukehren, aber seine Anläufe in den zwei Turnieren der Q School endeten bereits in der dritten bzw. zweiten Runde. Somit folgte ein zweites Amateurjahr, bevor er wieder eine Qualifikationsmöglichkeit hatte. Noch vor der Q School fand im April 2017 die Asienmeisterschaft statt. Lü Haotian erreichte das Finale und besiegte den erfahrenen Ex-Profi Pankaj Advani aus Indien mit 6:3. Damit bekam er erneut die Startberechtigung für zwei Jahre der Main Tour und nahm mit 19 Jahren seinen zweiten Anlauf im Profisnooker.

### Saison 2017/18
Die Saison 2017/18 begann mit drei Qualifikationsniederlagen. Der erste Erfolg stellte sich beim European Masters ein, wo er mit Siegen über Robert Milkins und Ian Preece unter die letzten 32 vorstieß und dort dem amtierenden Weltmeister Mark Selby in einem hochklassigen Match nur knapp mit 3:4 unterlag.

### Saison 2018/19
In der Saison 2018/19 erreichte er bei den Indian Open erstmals das Finale eines Weltranglistenturniers. Er unterlag allerdings Matthew Selt mit 3:5.

## Erfolge
- IBSF U21-Snookerweltmeisterschaft 2012
- Asienmeisterschaft 2017